# 鈴木しょう治
鈴木 しょう治（すずき しょうじ、1956年3月30日 - ）は、日本のディスクジョッキー、ラジオDJ、音楽評論家、音楽プロデューサー。東京都出身。本名：鈴木昇治。

## 現在の担当番組（2025年1月時点）
エフエム大阪
- DJ Show-G's SET LIST for You（土曜 5:00-7:00、2025年1月4日 - )

FMヨコハマ
- BEAT JAM（月曜深夜 0:30-1:30）

## 主な過去の担当番組
テレビ
テレビ神奈川
- ミュージックトマト

ラジオ
TBSラジオ
- Be Pop

アール・エフ・ラジオ日本
- ハッピートゥモローU.S.A[1]
- 恋するスタジオ ザ・ポップ[1]

TOKYO FM
- メガ・ミュージックシティー[1]
- エモーショナル・ビート
- Denny'S PERFECT HIT CHART
- カタクリコホットライン・ゴールドラッシュ

JFNC
- FMナイトフィーバー[1]

FM-FUJI
- THE ROCK

FMヨコハマ
- DANCING GROOVE!〜HOT JAM〜（月曜深夜『THE BEAT』）

エフエム大阪
- Pops On My Mind
- WEEKEND POPS
- Z-POP RADIO
- PERFECT HITS COLLECTION
- OSAKA MORNING VIEW
- MUSIC + FRIDAY
- Rhythmic+WORLD
- Show-G's 50 Radio

FM802
- ROCK KIDS 802
- Saturday Amusic Islands Afternoon Edition

Kiss-FM KOBE
- たそがれのA.O.R